# Patrick Imbert
 (mars 2021).
Si vous disposez d'ouvrages ou d'articles de référence ou si vous connaissez des sites web de qualité traitant du thème abordé ici, merci de compléter l'article en donnant les références utiles à sa vérifiabilité et en les liant à la section « Notes et références ».
 (mars 2021).
ne doit pas être confondu avec Patrick Imbert, animateur et réalisateur français.
Pour les personnes ayant le même patronyme, voir Imbert.
Patrick Imbert, né en 1948, est professeur à l’Université d’Ottawa.

## Biographie
Patrick Imbert est titulaire d'un doctorat en sémiotique et littérature délivré par l'Université d’Ottawa en 1974. Il est spécialisé en enjeux sociaux et culturels dans la société des savoirs, la comparaison des Amériques, le multiculturalisme, l'analyse des stéréotypes et les questions d’exclusion et d’inclusion.
Il a été président de l'Académie des Arts, des Lettres et des Sciences humaines de la Société royale du Canada de 2009 à 2011, titulaire de la chaire de recherche intitulée « Canada : enjeux sociaux et culturels dans la société des savoirs » à l'Université d'Ottawa de 2003 à 2018 et cofondateur et vice-président de la Cité des cultures de la paix. Il fut notamment président de l’Association canadienne de sémiotique (1979-1981), vice-président de la Fédération canadienne des études humaines  (1995), membre du comité scientifique de Nouvelles études francophones (revue du Conseil international d’études francophones) (2004-2010), membre du conseil éditorial de Temas y problemas de Comunicación (revue de l'Université nationale de Río Cuarto (es), Argentine) (2002-2008), membre du comité de rédaction de la revue Ellipse (Fredericton, au Nouveau-Brunswick, 2001-2010), directeur exécutif de l’International American studies association (2007-2009). Il a publié  38 livres scientifiques, 6 livres de fiction  et plus de 300 articles.

## Œuvres
- Les histoires qui nous sont racontées : des narrativités causales à l’instant transculturel dans les littératures contemporaines des Amériques, Québec, Presses de l’Université Laval, 2020.
- Comparing Canada and the Americas: From Roots to Transcultural Networks, New York, Peter Lang, 2019.
- Espaces et littératures des Amériques : mutation, complémentarité, partage (Zila Bernd, Patrick Imbert, Rita Olivieri Godet), Québec, Presses de l’Université Laval/Paris, Hermann, 2018
- Le grand détour pour traverser la rue, Ottawa, L’interligne, 2019 (roman sous pseudonyme)
- Sans bruit, Montréal, éditions du Marais, 2016 (roman)
- Rencontres multiculturelles. Imprévus et coïncidences : Le Canada et les Amériques, Ottawa, Alter/éditions Lugar Común, 2016
- Les transferts culturels. Problèmes et problématiques: Le Canada et les Amériques, (P. Imbert, dir.), Ottawa, Éditions : Chaire de l’Université d’Ottawa: “Canada: Enjeux sociaux et culturels dans une société du savoir”, 2016
- Comparando as Culturas das Américas, (Maria Tereza Amodeo, Patrick Imbert. org.),  Letras de Hoje (Porto Alegre, Brésil),  vol. 50, n* 4, 2015. Revistaselectronicas.pucrs.br/fo/ojs/index.php/fale/issue/view/1002
- Encontros transculturais Brasil-Canada, (Zila Bernd, Patrick Imbert org.), Porto Alegre (Brésil), Tomo ed., 2015
- Ressentiment, multiculturalisme et production de nouveaux savoirs: Le Canada et les Amériques, (P. Imbert, dir.), Ottawa, Éditions : Chaire de l’Université d’Ottawa: “Canada: Enjeux sociaux et culturels dans une société du savoir”, 2015
- Envisager les rencontres transculturelles Brésil-Canada (dir P. Imbert et Z. Bernd), Québec, Presses de l’Université Laval, 2015,
- Comparer le Canada et les Amériques : des racines aux réseaux transculturels, Québec, Presses de l’Université Laval, 2014
- Le paradis des chiens, Montréal, éditions du Marais, 2014 (roman).
- Multicultural Interactions. Canada and the World : Politics and Literature (P. Imbert, ed), Ottawa, University of Ottawa Research Chair: “Canada: Social and Cultural Challenges in a Knowledge Based Society” Publisher, 2014
- Rencontres multiculturelles : imprévus et coïncidences : Le Canada et les Amériques, (P. Imbert, dir.), Ottawa, Éditions : Chaire de
- Les Amériques transculturelles : les stéréotypes du jeu à somme nulle, Presses de l’Université Laval, 2013
- Cultural Challenges of Migration in Canada/Les défis culturels de la migration au Canada (dir Klaus Dieter Ertler et Patrick Imbert), Frankfurt, Peter Lang, 2013
- Trans, multi, interculturalité, trans, multi, interdisciplinarité (dir. Brigitte Fontille et Patrick Imbert) (actes de l’atelier du printemps 2011) Presses de l’Université Laval, 2012
- Bearing Witness: Perspectives on War and Peace, (Sherrill Grace, Patrick Imbert, Tyffany Johnstone eds.), Montréal/Kingston, McGill/Queen’s University Press, 2012
- Le transculturel et les littératures des Amériques: le Canada et les Amériques, Chaire de l’Université d’Ottawa: “Canada: Enjeux sociaux et culturels dans une société du savoir”, 2012
- Multiculturalism in the Americas : Canada and the Americas, Ottawa, University of Ottawa Research Chair: “Canada: Social and Cultural Challenges in a Knowledge Based Society” Publisher, 2011
- Estrategias autobiográficas en latinoamérica : Géneros-Espacios-Lenguajes, (Claudia Gronemann, Patrick Imbert, Cornelia Sieber, eds.), Hildesheim (Allemagne), Olms Verlag, 2010
- Trayectorias culturales latinoamericanas, Buenos Aires, Galerna, 2009
- Américanité, cultures francophones canadiennes et société des savoirs: Le Canada et les Amériques, Ottawa, Éditions : Chaire de l’Université d’Ottawa: “Canada: Enjeux sociaux et culturels dans une société du savoir”, 2009
- Theories of Exclusion and of Inclusion and the Knowledge-Based Society : Canada and the Americas, Ottawa, University of Ottawa Research Chair: “Canada: Social and Cultural Challenges in a Knowledge Based Society” Publisher, 2008
- Le Canada et la société du savoir, Ottawa, Éditeur : Chaire de recherche de l’Université d’Ottawa: « Canada: Défis sociaux et culturels dans une société du savoir », 2007
- Les jardins des Amériques: éden, “home” et maison: le Canada et  les Amériques, Ottawa, Éditeur : Chaire de recherche de l’Université d’Ottawa: « Canada: Défis sociaux et culturels dans une société du savoir », 2007
- Converging Disensus? Change, Public Culture and Corporate Culture in Canada and in the Americas, Ottawa, University of Ottawa Research Chair: “Canada: Social and Cultural Challenges in a Knowledge Based Society” Publisher, 2006
- America’s Worlds and the World’s Americas/ Les mondes des Amériques et les Amériques du monde, (dir. A. Chanady, G. Handley, P. Imbert) , collection des Amériques/The Americas Series/Colección de las Américas, vol. 5, Ottawa, Legas/Université d’Ottawa,  584 p., 2006
- Consensual Disagreement : Canada and the Americas (dir. P. Imbert) Ottawa, Chaire de recherche: Canada: Social and Cultural Challenges inb a Knowledge-Based Society, 2005
- Les discours d’exclusion et d’inclusion : Déplacements économico-symboliques et perspectives Américaines/Discourses of Exclusion and Inclusion : Economic and Symbolic Displacements in the Americas (dir. D. Castillo Durante, A. Colin et P. Imbert), collection des Amériques/The Americas Series/Collecion de las Américas, vol. 4, Ottawa, Éditions Legas, 2005
- Trajectoires culturelles transaméricaines, Ottawa, Presses de l’Université d’Ottawa, 2004
- Réincarnations, Gatineau, Vents d’Ouest, 2004 (roman)
- L’Interculturel et l’économie à l’oeuvre: les marges de la mondialisation/Crosscultural Relationships and Economy: The Margins of Globalization (dir. D. Castillo Durante et P.Imbert), collection des Amériques/The Americas Series/Collecion de lasAméricas, vol. 3, Ottawa, Éditions David, 2004
- L'interculturel au cœur des Amériques, (dir. D. Castillo-Durante et P. Imbert), Colecciòn de las Américas/The Americas Series/Collection des Amériques, vol. 2, Université d'Ottawa/Université du Manitoba/Legas, 2002
- Transit, Hull, Vents d’Ouest, 2001 (roman)
- The Permanent Transition, Frankfurt/Madrid, Vervuert/Iberoamericana, 1998
- Breve antología de El Noroît/Petite anthologie du Noroît [présentation P. Imbert/S. Yebara; traduction S. Yebara], Montréal, Éditions du Noroît, 1998,
- Le Réel à la porte, Hull, Vents d'Ouest, 1997 (nouvelles)
- Les discours du Nouveau Monde au Canada français et en Amérique latine au XIXe siècle/Los discursos del Nuevo Mundo en el Canadá francófono y en América latina en el siglo XIX, [Marie Couillard et Patrick Imbert, ed.] Ottawa, Legas, 1995,
- Construction et discours, Montréal, Ciadest, 1991
- L'Objectivité de la presse, Montréal, Hurtubise HMH, 1989
- Roman québécois contemporain et clichés, Ottawa, Éditions de l'Université d'Ottawa, 1983
- Sémiotique et description balzacienne, Ottawa, Éditions de l'Université d'Ottawa, 1978